# Aliabad-e Museli
Aliabad-e Museli (perski: علي ابادموسه لي) – wieś w Iranie, w ostanie Fars. W 2006 roku liczyła 508 mieszkańców w 105 rodzinach.